# Þingeyjarsveit
Þingeyjarsveit – gmina w północnej Islandii, w regionie Norðurland eystra, rozciągająca się od półwyspu Flateyjarskagi na północy po lodowce Vatnajökull i Tungnafellsjökull na południu. Do gminy należy też położona na północ od półwyspu wyspa Flatey. Przez gminę przepływają trzy, płynące ze środka wyspy na północ, większe rzeki: Fnjóská na zachodzie, dalej Skjálfandafljót (z wodospadami Goðafoss i Aldeyjarfoss) oraz Laxá í Aðaldal na wschodzie. Gminę zamieszkuje nieco blisko 1,0 tys. mieszk.(2018), w większości w rozproszonym osadnictwie w dolinach Skjálfandafljót i Laxá oraz ich dopływów. Jedyną większą osadą jest Laugar (109 mieszk., 2018). 

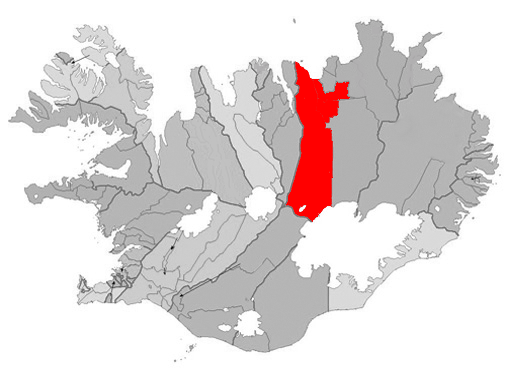
Położenie gminy Þingeyjarsveit na mapie administracyjnej kraju

Przez gminę przebiega droga krajowa nr 1 łącząca w tej części kraju miasto Akureyri z Reykjahlíð.
Gmina powstała w 2001 roku z połączenia gmin Hálshreppur, Ljósavatnshreppur, Bárðdælahreppur i Reykdælahreppur. W 2008 roku dołączono kolejną gminę Aðaldælahreppur.